# 因佛格羅夫海茨
因佛格羅夫海茨（Inver Grove Heights）是美國明尼蘇達州達科他縣的一座城市，與南聖保羅 (明尼蘇達州)、桑費許萊克、伊根、羅斯芒特等城市比鄰，屬於明尼阿波利斯-聖保羅都會區南方的郊區。人口35,801人。